# Etnias Indígenas na Amazônia História, Cultura e Desafios Contemporâneos
A região da Amazônia é um cenário de rica diversidade étnica, abrigando uma multiplicidade de povos indígenas, cada um com sua própria história, cultura e modo de vida. Este artigo se propõe a explorar as intricadas teias que compõem as Etnias Indígenas na Amazônia, desde suas origens ancestrais até os desafios enfrentados na contemporaneidade.

## História ancestral
A história dessas etnias remonta a tempos imemoriais, entrelaçada com as vastas florestas tropicais que moldaram suas tradições. A ocupação indígena na Amazônia remete a civilizações antigas, cujos vestígios arqueológicos testemunham uma profunda conexão com a terra e uma compreensão intrínseca dos ecossistemas únicos da região.

## Diversidade cultural
A Amazônia é um caldeirão de culturas, onde diferentes grupos étnicos desenvolveram línguas, rituais, artes e práticas agrícolas distintas. Este artigo destacará a riqueza dessa diversidade cultural, explorando tradições que variam desde os conhecimentos medicinais ancestrais até as expressões artísticas que refletem a espiritualidade indígena.

## Desafios contemporâneos
Apesar da riqueza cultural, as Etnias Indígenas na Amazônia enfrentam desafios significativos na era moderna. Questões como a pressão sobre o meio ambiente, a perda de territórios tradicionais e a busca por direitos humanos básicos são temas críticos que merecem análise. Este artigo examinará os desafios contemporâneos que afetam diretamente a continuidade e a preservação das culturas indígenas na região.
Ao explorar as Etnias Indígenas na Amazônia, esperamos proporcionar uma compreensão mais profunda de suas histórias, culturas vibrantes e a luta contínua pela preservação de suas identidades únicas em meio às transformações do mundo moderno.